# Paweł Pomykacz
Paweł Pomykacz též Paul Pomykacz (27. srpna 1869 Humna – asi 6. srpna 1922, Lvov) byl evangelický duchovní, spjatý svou činností zejména s Bruntálem a Lvovem.
Po studiích teologie ve Vídni se stal roku 1892 osobním vikářem faráře Seberinyho v Innsbrucku. Od roku 1896 byl vikářem v Bruntále, kde byl roku 1898 zvolen farářem; pečoval také o duchovní potřeby evangelíků v krnovském filiálním sboru. V letech 1902–1920 působil jako farář ve Lvově, kde se mj. zasloužil o založení evangelického alumnátu. Na místo faráře rezignoval ze zdravotních důvodů, až do své smrti pak řídil alumnát.
Roku 1912 obhájil na Vídeňské univerzitě doktorskou práci o Mikołaji Rejovi z Nagłowic.
Dne 10. srpna 1922 byl pohřben na Lyčakivském hřbitově ve Lvově (pole č. 56).